# Самија
Самија је у грчкој митологији била нимфа о којој је писао Пасуанија. 

## Митологија
Била је најада са извора у граду Самосу. Отац јој је био речни бог Меандар, а била је удата за Анкаја, првог владара острва са којим је имала синове Перилаја, Енодоса, Самоса и Алитерсеја, као и кћерку Партенопу.

## Хера Самија
Самија је још једно име богиње Хере која је била поштована на Самосу. Према традицији, Хера је рођена на овом острву или је на њему одрасла.